# Otto Heinrich Julius Leopold Volmar
Otto Heinrich Julius Leopold Volmar (* 21. Oktober 1804 in Kassel; † 27. April 1883 in Leipzig) war ein deutscher Politiker und Minister im Kurfürstentum Hessen.

## Leben
Volmar studierte von 1821 bis 1823 Rechtswissenschaft an den Universitäten Marburg und Göttingen. Er absolvierte anschließend eine Laufbahn im kurhessischen Staatsdienst. Von 1845 bis 1846 war er provisorischer Vorstand des Innenministeriums, wurde 1848 Regierungsdirektor in Fulda und 1849 Bezirksdirektor in Eschwege. Ab Oktober 1850 war er Vorstand des Finanzministeriums, anschließend von 1852 bis 1855 Finanzminister. Von 1856 bis 1860 arbeitete er als Regierungspräsident in Kassel und war von 1860 bis 1862 Innenminister.